# Škoda 13 T
Lo Škoda 13 T (Elektra) è un tram monodirezionale a pianale ribassato sviluppato per il sistema tranviario di Brno da Škoda Holding. Il design è opera del gruppo Porsche. Ogni vettura è in grado di trasportare 201 passeggeri in piedi e 68 seduti.
Sono adoperati dal 2007 e le ultime consegne sono andate a buon fine nel 2016.